# Tyskland ved sommer-OL 2012
Tyskland deltog ved Sommer-OL 2012 i London som blev arrangeret i perioden 27. juli til 12. august 2012.

## Medaljer
| 2012 London | Guld | Sølv | Bronze | Total |
| Tyskland    | 11   | 19   | 14     | 44    |